# クリスマスがやってくる
「クリスマスがやってくる」は、スキマスイッチの配信リリース作品。

## 収録曲
1. クリスマスがやってくる
作詞・作曲：スキマスイッチ
  - AEON「AEON MORE CHRISTMAS」テーマソング[1]
    - CMには自身も出演している。

  - 虎ノ門ヒルズ「TORANOMON HILLS CHRISTMAS 2024」MUUUSE CHRISTMAS EXPERIENCE展示楽曲[2][3]
  - 自身初のクリスマスソング。
  - 20周年記念のベストアルバム『POPMAN'S WORLD -Second-』のDisc3「SNT selection」に収録されている。常田の選曲理由は「あまり知られていないだろうから」「（スキマスイッチの楽曲としては珍しく季節感が強くでていることから）こんなのもあるよと伝えたいから」[4]。

## クリスマスがやってくる～Christmas Edition～
- 通信販売限定（一部ライブ会場で販売）。完全限定生産数で販売[5]。
- クリスマスオリジナルグッズ（CDが入るオリジナルくつ下、クリスマスカード）、スキマサンタからのクリスマスプレゼントが当たる応募券付き。

### 収録曲
1. クリスマスがやってくる
2. This Christmas
  - Donny Hathawayの楽曲のカバー。
3. The Christmas Song
  - Nat King Coleの楽曲のカバー。
4. Crazy Love
  - Van Morrisonの楽曲のカバー。
  - 2012年2月25日に開催された「山崎まさよし スキマスイッチ 秦 基博 A Night With Strings 〜Featuring 服部隆之〜」のライブ音源。

## ライブ映像作品
| 発売年 | 作品名                                                                                             |
| ------ | -------------------------------------------------------------------------------------------------- |
| 2020年 | スキマスイッチ TOUR 2019-2020 POPMAN'S CARNIVAL vol.2 THE MOVIE                                    |
| 2021年 | スキマスイッチ TOUR 2020-2021 Smoothie THE MOVIE                                                   |
| 2023年 | 「スキマスイッチ “Live Full Course 2022” 〜 20年分のライブヒストリー 〜」（2022.12.22 日本武道館） |

## 収録アルバム
| 発売年 | 作品名                                                | 分類   |
| ------ | ----------------------------------------------------- | ------ |
| 2020年 | スキマスイッチ TOUR 2019-2020 POPMAN'S CARNIVAL vol.2 | ライブ |
| 2021年 | スキマスイッチ TOUR 2020-2021 Smoothie                | ライブ |
| 2023年 | POPMAN'S WORLD -Second-                               | ベスト |